# Javier Bardem
Javier Ángel Encinas Bardem (sinh ngày 1 tháng 3 năm 1969) là một diễn viên người Tây Ban Nha. Anh đã giành được những phê bình tích cực với các vai diễn trong các bộ phim như Jamón, jamón, Carne tremula, Boca a boca, Los Lunes al sol và Mar adentro.
Bardem đã giành được một Giải Oscar, một Giải Quả cầu vàng, một Giải Screen Actors Guild, một giải BAFTA, bốn Giải Goya, hai Giải Phim châu Âu và hai Cúp Volpis cho những vai diễn của mình. Bardem cũng là nam diễn viên Tây Ban Nha đầu tiên được đề cử cho Giải Oscar (Giải nam diễn viên chính xuất sắc nhất năm 2000 cho phim Before Night Falls) cũng như là diễn viên nam Tây Ban Nha đầu tiên giành giải Oscar (Giải nam diễn viên phụ xuất sắc nhất cho Không chốn dung thân).